# 真駒内スキー場
真駒内スキー場（まこまないスキーじょう）は、1980年（昭和55年）から2007年（平成19年）まで北海道札幌市南区に存在したスキー場。
所有する西武ホールディングスは経営再建のためにこのスキー場を売却する意向であったが、最終的に買い手がつかなかったため廃業すると2007年（平成19年）3月23日に発表した。最終シーズンの営業は同年3月18日に終了している。

## コース
初心者から中級者向けの3つのゲレンデに4本のリフト（うち1本は4人乗り高速リフト）があり、アトラクションには北海道にも数少ないFIS公認ハーフパイプの真駒内BIGパイプがあった。
同じく札幌市内の札幌藻岩山スキー場と並び、地下鉄駅から交通至便であり、また、リフト券が2時間券 - 1日券と幅があり、値段が1300円から設定されていた。地元の家族連れ、小中学校のスキー授業等で多く利用されていた。
ただし、斜面自体が南向きでアイスバーンなどが多く、スノーマシンをしばしば使用していたため雪質がいまひとつで、本州のスキー場のそれに近いとされていた。

## 廃止後
跡地は遊休地となっているが、西武不動産「西武の森プロジェクト」の一環で、岡村俊邦監修のもと森林整備を行い、森に戻す計画が進められている。また、ゲレンデの麓の平坦地には太陽発電施設が2013年に着工し、翌2014年に稼働した。

## アクセス
- 札幌市営地下鉄南北線 真駒内駅から北海道中央バスで約15分[7]。
- 車 札幌駅から約35分「札幌芸術の森」から支笏湖方面に約2km。駐車場1,200台[7]